# قلعه‌نو علیا
علیا شهر شهری از توابع شهرستان باخرز در استان خراسان رضوی ایران و مرکز بخش بالاولایت است و بر پایه سرشماری عمومی نفوس و مسکن در سال ۱۳۹۵ جمعیت این شهر ۲٬۴۲۳ نفر (در ۴۹۴ خانوار) بوده است. و در شمال شهرستان باخرز واقع شده است و فاصله آن با مرکز شهرستان باخرز ۲۲ کیلومتر است. تا قبل از بیست وهفتم مهرماه ۸۹ مرکز دهستان بالا ولایت به‌شمار می‌رفت که پس از ارتقاء بخش باخرز به شهرستان باخرز این روستا نیز از مرکز دهستان بالا ولایت به مرکز بخش بالا ولایت ارتقاء یافت. این شهر در دامنه‌های شمالی رشته‌کوه کوهسرخ قرار دارد.

## وضعیت جغرافیایی
میزان بارندگی متوسط سالانه در علیا شهر ۲۵۸ میلی‌متر می‌باشد، از نظر ارتفاعی ۱۴۲۹ متر از سطح دریا ارتفاع دارد.